# 근거 (바둑)
근거는 돌을 안정시켜 강한 돌로 만들기 위한 터전이다. 집을 만들기 위해서 근거를 확보하는 것이 행마의 기본이다.